# Dialekt ikawski Istrii

słowiańskie dialekty Istrii; dialekt ikawski Istrii zaznaczony na fioletowo

Dialekt ikawski Istrii (serb.-chorw. jugozapadni istarski dijalekt) – dialekt południowosłowiański używany w południowej i zachodniej Istrii w Chorwacji, a także w południowo-wschodnich Włoszech, w prowincji Molise (gwara molizańskich Chorwatów). Klasyfikowany jako dialekt należący do grupy dialektów sztokawskich, czakawskich, bądź też jako dialekt mieszany, pośredniczący pomiędzy obszarem sztokawskim i czakawskim.

## Cechy językowe
Do charakterystycznych cech fonetycznych dialekt ikawskiego Istrii należą:
- archaiczna akcentuacja, bliska tej w dialekcie kosowsko-resawskim, rozróżniająca ton krótki opadający, długi opadający i długi rosnący[1],
- rozwój *ě (jać) w i, tzw. ikawizm, np. besȉda, snîg < psł. *besěda, *sněgъ, choć liczne są też ekawizmy, jak np. w południowej Istrii sêno, susȅd < psł. *sěno, *sǫsědъ[1],
- przejście wygłosowego -l w -ja, np. vȅseja ‘wesoły’, cíja ‘cały’ < psł. *veselъ, *cělъ[1],
- rozwój psł. *ť w č́, a na samym południu w ť (pod wpływem czakawskim), np. svíč́a < psł. *svěťa, a przy tym niejednolity rozwój *ď w ž (z wcześniejszego ǯ́) lub j, np. žêža, rȍjen < psł. *žęďa, *roďenъ[1],
- rozwój grup. *šč i žǯ w št i žd, typowy dla dialektów sztokawskich, np. ogńȉšte ‘ognisko’, dážd ‘deszcz’[1],
- rozwój ra > re w wyrazach krésti ‘kraść’, résti ‘róść’, rébac ‘wróbel’[1],
- zachowanie grupy čr-, np. č́rv, č́ríva < psł. *čŕvъ, *červa[4],
- zachowanie fonemu *χ[4],
- rozwój -m na końcu wyrazu (przede wszystkim w końcówkach fleksyjnych) w -n[4],

Spośród cech morfologii należy wymienić:
- zaimek pytający ča ‘co’, ale w złożeniach zašto, pošto ‘dlaczego’[4],
- zachowanie -jt i -jd- w odmianie czasowników typu pójti ‘pójść’, nájti ‘znaleźć’[1] wobec typowego na sztokawszczyźnie poći, naći,
- utrata aorystu i imperfektu, drugi z czasów zachowany tylko w gwarze molizańskiej[4],
- archaiczna deklinacja w liczbie mnogiej, z czego najlepiej zachowała się w rodzaju żeńskim, np. mianownik žȅne (od žȅna ‘kobieta, żona’), dopełniacz žȅn, celownik žȅnan~ženȁn, narzędnik žȅnami~ženȁmi, miejscownik žȅnaχ~ženȁχ, zaś w deklinacji męsko-nijakiej mianownik mrȁzi (od mrȁz ‘mróz’), dopełniacz, narzędnik i miejscownik mrȁzi, celownik mrȁzan[4].

W dziedzinie słownictwa i składni silne są wpływy romańskie.